# Mikko Hyyrynen
Mikko Hyyrynen (ur. 1 listopada 1977 w Lappeenrancie) – fiński piłkarz, grający na pozycji napastnika.

## Kariera klubowa
Hyyrynen profesjonalną karierę rozpoczął w klubie Rakuunat, mającego siedzibę w mieście, w którym się urodził. W 2001 roku przeniósł się do FC Lahti, po zaledwie roku przeszedł jednak do Turun Palloseura. Występował w tym klubie przez pięć sezonów. W 2007 roku bronił barw Myllykosken Pallo-47, przez kolejne dwa grał w FF Jaro, a w latach 2010−2011 był zawodnikiem JJK Jyväskylä. Na początku 2012 roku powrócił do Turun Palloseura.

## Kariera reprezentacyjna
W reprezentacji Finlandii zadebiutował 12 marca 2005 roku w towarzyskim meczu przeciwko Kuwejtowi. Na boisku przebywał do 61 minuty.
| Mecze i gole w reprezentacji | Mecze i gole w reprezentacji | Mecze i gole w reprezentacji | Mecze i gole w reprezentacji | Mecze i gole w reprezentacji | Mecze i gole w reprezentacji | Mecze i gole w reprezentacji |
| #                            | Data                         | Stadion                      | Rywal                        | Wynik                        | Gol                          | Rozgrywki                    |
| 2005                         | 2005                         | 2005                         | 2005                         | 2005                         | 2005                         | 2005                         |
| ---------------------------- | ---------------------------- | ---------------------------- | ---------------------------- | ---------------------------- | ---------------------------- | ---------------------------- |
| 1.                           | 12.03.2005                   | Kuwejt, Kuwejt               | Kuwejt                       | 1:0                          | 0                            | towarzyski                   |
| 2.                           | 18.05.2005                   | Ad-Dammam, Arabia Saudyjska  | Arabia Saudyjska             | 4:1                          | 0                            | towarzyski                   |

## Sukcesy
TPS Turku
- Puchar Ligi Fińskiej: 2012